# NGC 3608
NGC 3608 este o liner situată în constelația Leul. A fost descoperită în 14 martie 1784 de către William Herschel. Se află la o distanță de 22,59 de megaparseci de Pământ.